# Porcellionides advena
Porcellionides advena is een pissebed uit de familie Porcellionidae. De wetenschappelijke naam van de soort is voor het eerst geldig gepubliceerd in 1872 door Stuxberg.